# 御影山手
御影山手（みかげやまて）は、兵庫県神戸市東灘区の町名の一つで、旧御影町域（御影地区）の阪急神戸線以北に当たる。1丁目から6丁目までが存在する。平成17年国勢調査（2005年10月1日現在）における世帯数は2,368、人口6,261で内男性2,892人・女性3,369人。郵便番号：658-0065。
最寄り駅は御影2丁目内の隣接地にある阪急電鉄 御影駅である。

## 歴史
現在の御影北小学校周辺は室町時代に平野忠勝（赤松則村の配下といわれる）の居城平野城があった場所である。この城は城郭を持たずに、自然地形の高台を利用したという。

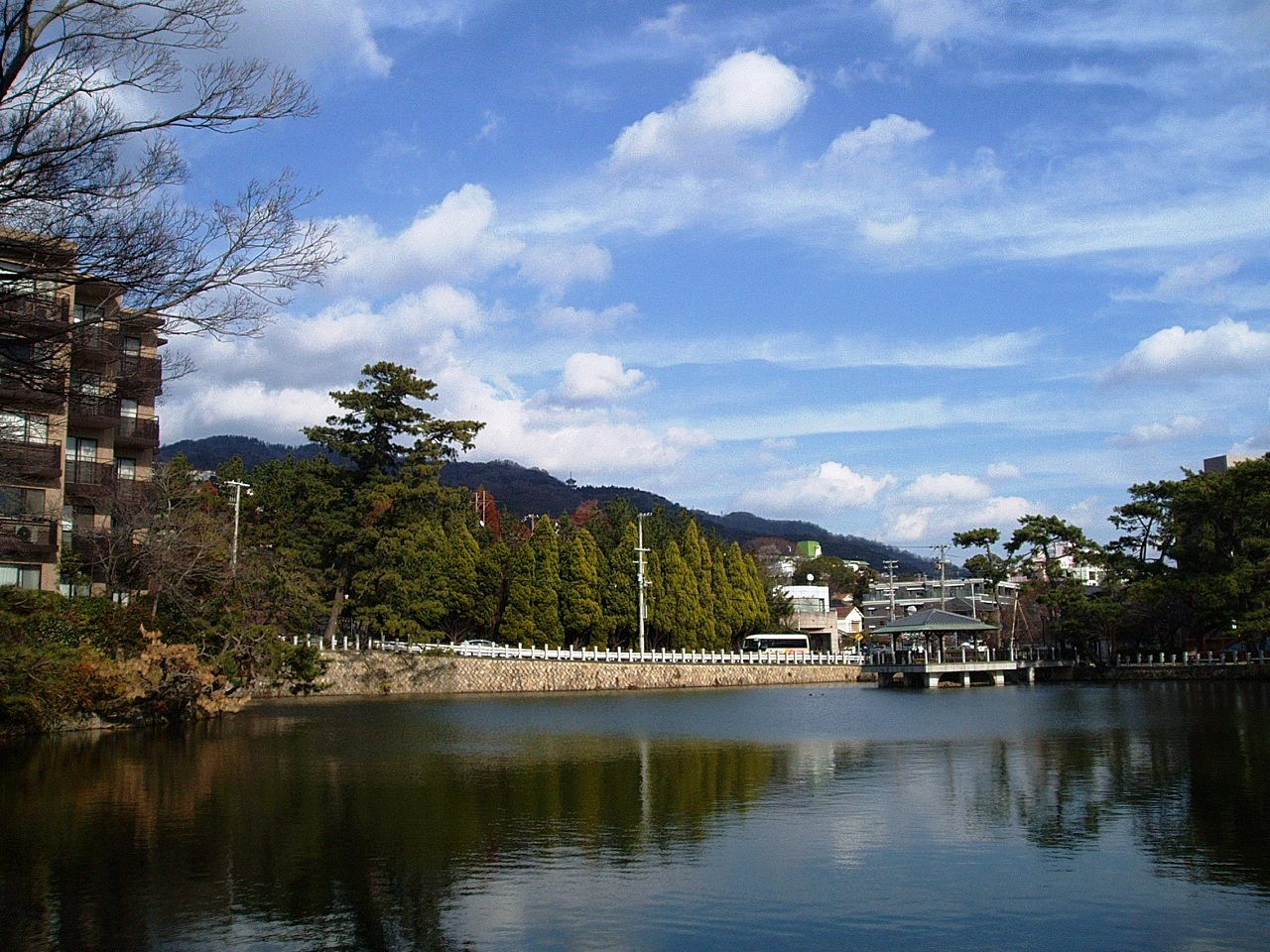
深田池公園（Fukadaike Park）

この地区内にある深田池は農村だった頃の溜池で、現在は公園となっている。
天神山団地は面積35ha、計画人口6800人で、昭和36～46年にかけて民間の業者が開発した。区内では、面積において渦森台に次ぎ、計画人口では最大の団地である。
この町名は昭和51年（1976年）に御影町御影・郡家・西平野、住吉町九重坂・鍋島、灘区土山町の各一部が合併して住居表示を実施して誕生した。北東は旧・住吉村域の鴨子ヶ原、東は同じく旧・住吉村域の住吉山手、南は弓場線より東が御影郡家、西が御影、西は石屋川を挟んで灘区、旧・高羽村域の高羽町、北は同じく旧・高羽村域の土山町に隣接する。

## 施設
- 神戸市立御影北小学校
- 頌栄短期大学
- 頌栄幼稚園